# Augusto Martins de Brito
Augusto Martins do Ó de Brito (Barão de São Miguel, Vila do Bispo, 19 de Maio de 1942 - São Bartolomeu de Messines, 8 de Dezembro de 2013) foi um padre e sindicalista português. Destacou-se pelas suas actividades sindicalistas e beneméritas na cidade do Porto, e depois pela sua carreira eclesiástica no Algarve.

## Biografia

### Nascimento e educação
Augusto Martins do Ó de Brito nasceu em Barão de São Miguel, no concelho de Vila do Bispo, em 19 de Maio de 1942, mas era ainda uma criança quando os pais se mudaram para Estói, no concelho de Faro.
Frequentou a Escola Industrial e Comercial de Tomás Cabreira, onde se formou como montador electricista.

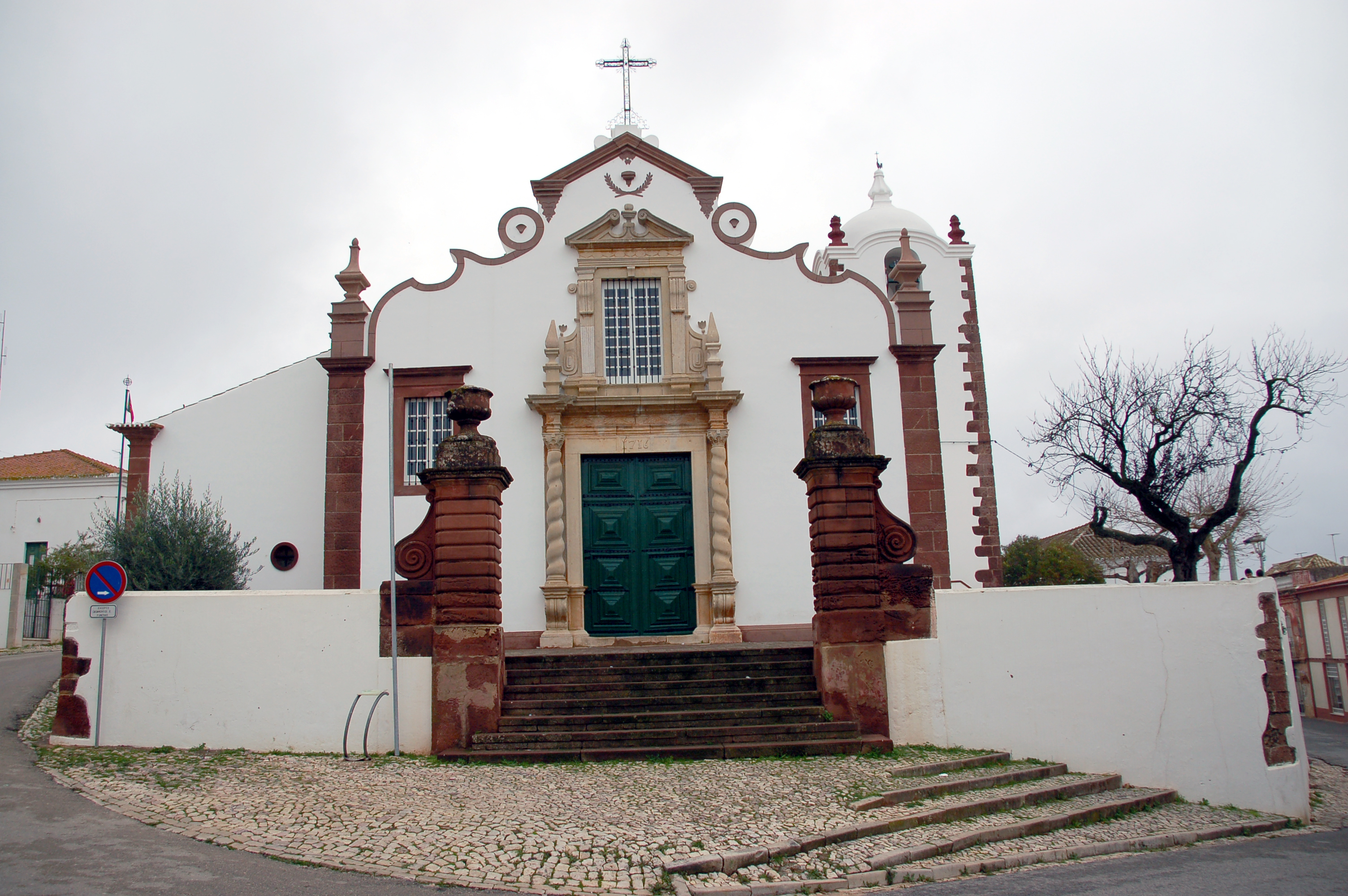
Igreja de S. Bartolomeu de Messines.

### Carreira profissional e eclesiástica
Após concluir o serviço militar no Porto, Augusto Martins de Brito permaneceu naquela cidade, tendo-se integrado na delegação da empresa Telefones de Lisboa e Porto. Iniciou a sua actividade sindicalista naquela cidade, tendo sido membro da Confederação Geral dos Trabalhadores Portugueses — Intersindical Nacional, e dirigente na União dos Sindicatos do Porto e no Sindicato das Telecomunicações. Também viajou pelo estrangeiro, em visita a vários organismos sindicalistas.
Também fez várias missões de solidariedade no Porto, onde se familiarizou com as condições das camadas mais pobres da sociedade, tendo-se integrado no movimento religioso Convívios Fraternos, iniciado no Porto em 1968, que o incentivou a entrar na carreira eclesiástica. Em 1985, apresentou-se ao Bispo do Algarve, Ernesto Gonçalves da Costa, de forma a iniciar os estudos para seminarista, na cidade do Porto. Com autorização do Bispo do Porto, Júlio Tavares Rebimbas, continuou a trabalhar durante os dias da semana, estudando no seminário apenas aos fins de semana, e ao mesmo tempo integrou-se Universidade Católica do Porto.
na altura em que Manuel Madureira Dias veio para o Algarve, Augusto Martins de Brito passou a ser seminarista interno, tendo permanecido ainda cerca de ano e meio no Seminário Maior do Porto. Ainda continuou a trabalhar durante as férias, tendo abandonado o emprego só após a sua ordenação como diácono.
Licenciou-se em teologia na Universidade Católica do Porto. Em 8 de Dezembro de 1991, foi ordenado presbítero na Sé de Faro, pelo Bispo Manuel Madureira Dias, e em 1992, com a saída do padre Luís Gonzaga Nunes, passou a ser administrador paroquial e depois pároco nas paróquias de Martim Longo, Vaqueiros e Cachopo. Em Outubro de 1993 tornou-se o pároco de São Bartolomeu de Messines, e nesse ano ainda também em Ameixial, que abandonou em Janeiro de 1994 por ter-se tornado prior em São Marcos da Serra. Desta forma, ficou responsável por uma zona de cerca de 400 Km².
Durante as suas funções como pároco, destacou-se pelas suas actividades de solidariedade social, e pela atenção que deu à construção de novos edifícios e à preservação do património, tendo feito obras de reparação nos telhados, nas salas e nas portas da Igreja Matriz de São Bartolomeu de Messines onde também ordenou a construção da Casa Paroquial e do Centro Pastoral. Por volta de 1997, foi responsável por obras de reparação na Ermida de Sant'Ana, perto de São Bartolomeu de Messines, com o apoio da autarquia de Silves.
Em 2009, Augusto Martins do Ó de Brito foi admitido como um dos dirigentes da Junta Regional do Algarve, no Corpo Nacional de Escutas.

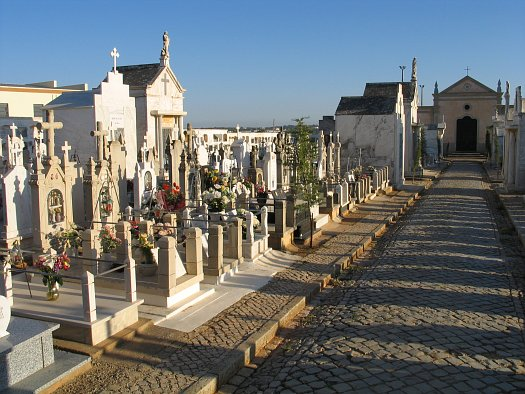
Cemitério de Estói.

### Falecimento
No dia 8 de Dezembro de 2013, participou numa festa de comemoração da sua ordenação, e poucas horas depois, foi encontrado morto na sacristia da Igreja de São Bartolomeu de Messines, vítima de um coma diabético. Augusto Martins de Brito há já alguns anos que sofria de diabetes. O funeral realizou-se no dia 10, com a presença do Bispo do Algarve, que fez um discurso em homenagem do féretro.
Depois foi organizado um cortejo fúnebre até ao cemitério de Estói, onde foi sepultado.

## Homenagens
Augusto Martins do Ó de Brito foi louvado pela Câmara Municipal de Silves, pelos serviços que prestou no concelho. Também foi homenageado pelas paróquias em que serviu, nas comemorações do primeiro ano da sua morte, tendo sido organizada uma exposição de arte sacra em sua honra na Casa Museu João de Deus, com a colaboração da Fábrica da Igreja de São Bartolomeu de Messines. Também foi feita uma missa em sua homenagem no Centro Pastoral Paroquial, onde foi colocada uma lápide alusiva ao evento. Foi aberta igualmente uma exposição de fotografias na Junta de Freguesia de São Marcos da Serra, onde a peça principal foi um retrato de Augusto Martins de Brito, pintado por Sónia Guerreiro.